# Boceguillas
Boceguillas es un municipio y localidad española de la provincia de Segovia, en la comunidad autónoma de Castilla y León. Cuenta con una población de 721 habitantes (INE 2024).

## Geografía
| Noroeste: Aldeonte | Norte: Grajera             | Noreste: enclave de Barahona de Fresno (Riaza) |
| Oeste: Barbolla    |                            | Este: Comunidad de Sepúlveda-Riaza             |
| Suroeste: Barbolla | Sur: Castillejo de Mesleón | Sureste: Comunidad de Sepúlveda-Riaza          |

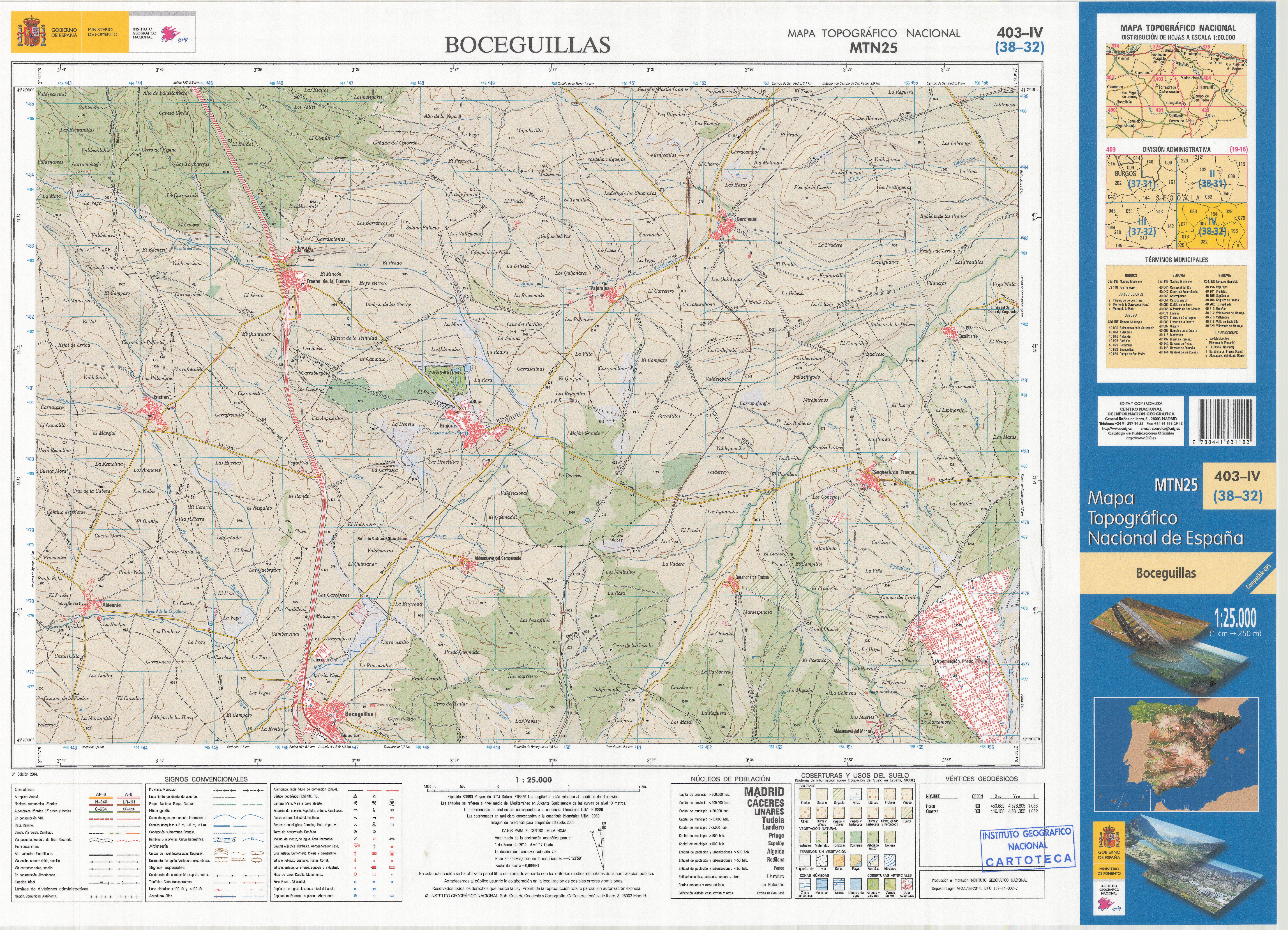
Fragmento de la hoja 403 del Mapa Topográfico Nacional de España de 2014 en el que se representa parte de Boceguillas

El municipio está formado por los siguientes núcleos de población:
- Boceguillas, capital del municipio.

- Aldeanueva del Campanario, municipio independiente entre 1850 y 1857,[2] en que fue agregado al municipio de Turrubuelo.

- Turrubuelo, municipio independiente hasta 1976.[2][3]

## Historia
Aunque se han encontrado indicios de poblamiento humano cerca de Boceguillas procedentes de época romana como es el paraje de Prado Castillo; la primera referencia explícita a esta localidad data del siglo XI. En 1076 el monarca Alfonso VI de León concedía a la villa de Sepúlveda su fuero, por el cual le otorgaba al amplio alfoz a la Comunidad de villa y tierra de Sepúlveda, en el que entre muchas otras poblaciones se engloba a Boceguillas dentro del ochavo de Bercimuel.
Más adelante, aparece adscrita a la diócesis de Burgos en 1109, mencionada como Bozichellas y posteriormente como Bociguiellas. No obstante, con la reinstauración del obispado de Segovia hacia 1120, este pueblo pasaría a pertenecer a dicha sede.
Durante los restantes siglos de la Edad Media, Boceguillas creció demográfica y económicamente, y además de a la actividad agraria y ganadera, se dedicó a las actividades comerciales debido a que el Camino Real de Bayona discurría por su propio casco urbano. Se fundaron diversas fondas, casas de posta y mesones de las que hoy todavía se pueden encontrar los restos de algunas. De hecho, en el siglo XVI esta localidad será mencionada por el Repertorio de Caminos de Alonso de Meneses (1576) como un lugar de parada y fonda.
El reinado de Felipe II resulta fundamental en la historia de Boceguillas, pues este monarca le concede el 20 de septiembre de 1565 el título de villa, independizándolo del concejo de Sepúlveda, del cual había dependido los pasados siglos. En la centuria siguiente se construye una nueva casa parroquial y la iglesia de Nuestra Señora del Rosario, que sigue en pie en la actualidad y es la parroquia de la villa. Estas edificaciones trasladan el casco urbano en torno a lo que hoy forma la plaza de España, pues se había encontrado hasta el momento algo más hacia el norte.
No hay demasiada información sobre el devenir de Boceguillas durante los siglos XVIII y XIX, aunque en 1850 el Diccionario Geográfico de Pascual Madoz habla de esta villa. En estos momentos contaba con 218 habitantes repartidos en 60 casas, con tres paradores de posta, escuela primaria para ambos sexos, pozos en las casas, la iglesia de Nuestra Señora del Rosario y una ermita en el cementerio.
Durante el siglo XX, aunque el pueblo contaba con 496 habitantes en 1900, llegando a 548 en 1910, se vio afectado en las siguientes décadas por diversos azotes demográficos como fueron la Guerra Civil y el éxodo rural de a partir de los años 50 que le hicieron alcanzar un valle de población en 1970 (429 hab.). Aun así, Boceguillas no se vio tan afectado como pudo ocurrir en otras regiones y pueblos de la misma área debido a su situación en la antigua carretera de Bayona, ya convertida en la N-I.
A partir de 1970 Boceguillas vivió un empuje muy singular e insólito respecto a sus vecinos, causado por su ubicación junto a la carretera, que le convirtió definitivamente en un pueblo dedicado a la actividad comercial y de servicios; y también a la integración de las pedanías de Turrubuelo y Aldeanueva del Campanario en su territorio municipal, que supuso un incremento demográfico considerable.

## Geografía humana

### Demografía
Cuenta con una población de 721 habitantes (INE 2024).
| Gráfica de evolución demográfica de Boceguillas entre 1842 y 2021 |
| |
| Población de derecho según los censos de población del INE Población de hecho según los censos de población del INEEntre el censo de 1981 y el anterior, crece el término del municipio porque incorpora a 40209 (Turrubuelo) |

| Nacionalidad | Hombres | Mujeres | Total | %     | Proporción |
| ------------ | ------- | ------- | ----- | ----- | ---------- |
| Española     | 224     | 220     | 444   | 65.1% |            |
| Extranjera   | 119     | 119     | 238   | 34.8% |            |

Su emplazamiento junto a la A-1, ha convertido a Boceguillas en polo de atracción de emigración, propiciando su crecimiento poblacional continuado de los últimos años. A ello se añade la carencia de servicios de todos los pueblos de su entorno, que lo convierte en la práctica en cabecera de su subcomarca.
El municipio, que tiene una superficie de 41,54 km².

### Población por núcleos
Desglose de población según el Padrón Continuo por Unidad Poblacional del INE.
| Núcleos                   | Habitantes (2024) | Varones | Mujeres |
| ------------------------- | ----------------- | ------- | ------- |
| Aldeanueva del Campanario | 6                 | 4       | 2       |
| Boceguillas               | 702               | 353     | 349     |
| Turrubuelo                | 12                | 8       | 4       |

## Símbolos
El escudo heráldico que representa al municipio se blasona de la siguiente manera: 

«Escudo partido. Primero, de sinople con una rueda de plata y en lo bajo, una mesa de plata con tres panes de lo mismo. Segundo, de gules con un castillo de ora, almenado, donjonado de tres donjones, el del homenaje mas alto, mazonado de sable y ac1arado de azur, acompañado de dos llaves de planta, una a cada costado. Entado, en punta de oro, con la cifra del Rey don Felipe II, sumada de una corona real, todo de sable, timbrado de la Corona Real Española.»
Boletín Oficial del Estado nº 43/1997 de 13 de junio de 2003

La descripción textual de la bandera es la siguiente:

«Bandera cuadrada de proporci6n 1:1, de color verde con una faja amarilla; brochante al centro, el escudo municipal, en sus colares.»
Boletín Oficial del Estado nº 43/1997 de 19 de febrero de 1997

## Administración y política
| Periodo   | Nombre                                                                           | Partido | Partido |
| --------- | -------------------------------------------------------------------------------- | ------- | ------- |
| 1979-1983 | Pedro Muñoz García                                                               |         | UCD     |

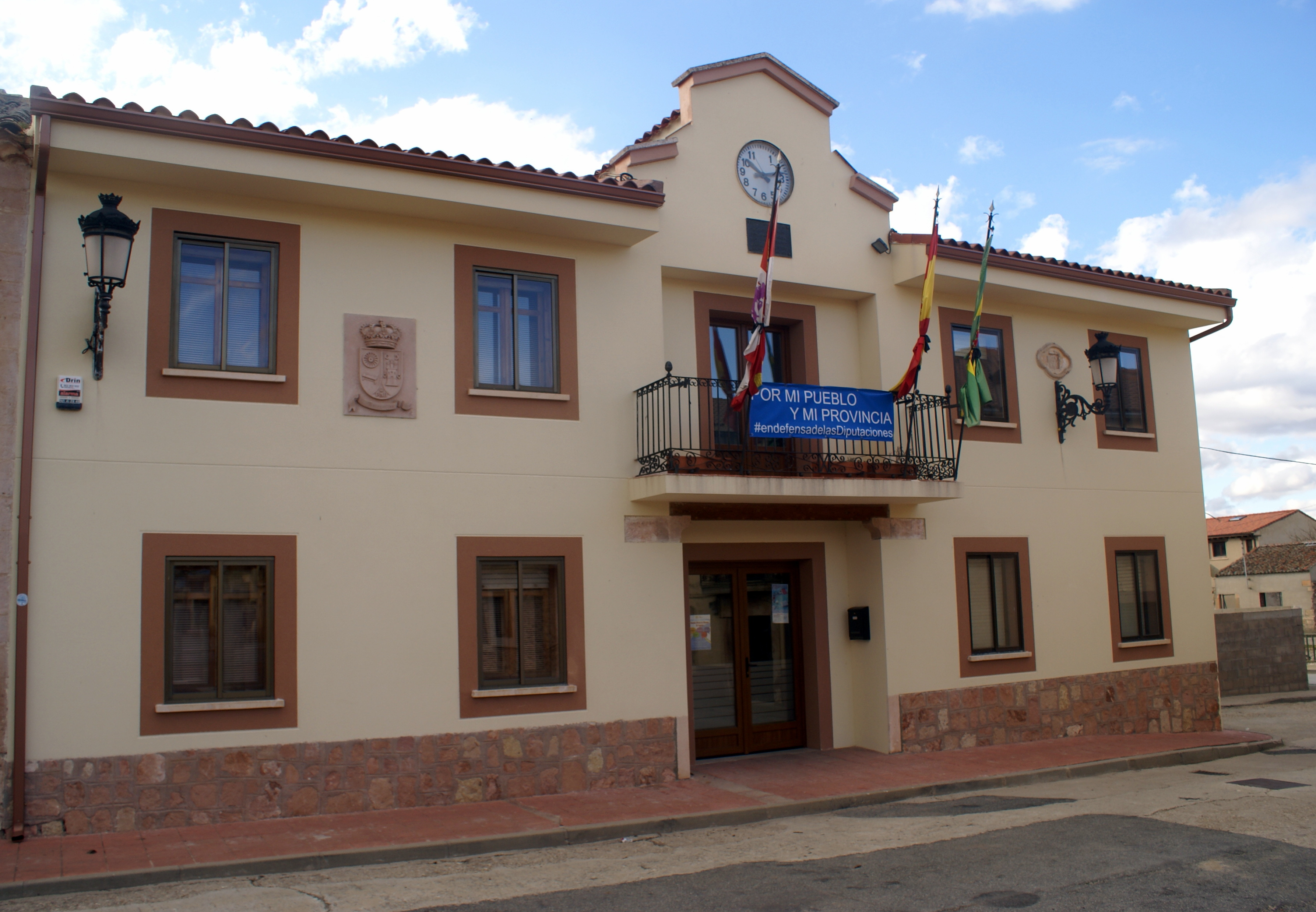
Casa consistorial

| 1983-1987 | Fortunato Navarro Aparicio (Gil Sanz Siguero desde 1985)                         |         | PSOE    |
| 1987-1991 | José Antonio González del Pozo                                                   |         | PSOE    |
| 1991-1995 | José Antonio González del Pozo                                                   |         | PSOE    |
| 1995-1999 | Alfredo Velasco Barrio                                                           |         | PP      |
| 1999-2003 | Alfredo Velasco Barrio                                                           |         | PP      |
| 2003-2007 | Alfredo Velasco Barrio                                                           |         | PP      |
| 2007-2011 | Alfredo Velasco Barrio                                                           |         | PP      |
| 2011-2015 | Alfredo Velasco Barrio                                                           |         | PP      |
| 2015-2019 | Alfredo Velasco Barrio                                                           |         | PP      |
| 2019-2023 | Aarón Arranz Olivares (2019 - 05.2020)Cristina Cristóbal Arranz (05.2020 - 2023) |         | PSOE    |
| 2023-act. | Cristina Cristóbal Arranz                                                        |         | PSOE    |

### Evolución de la deuda viva

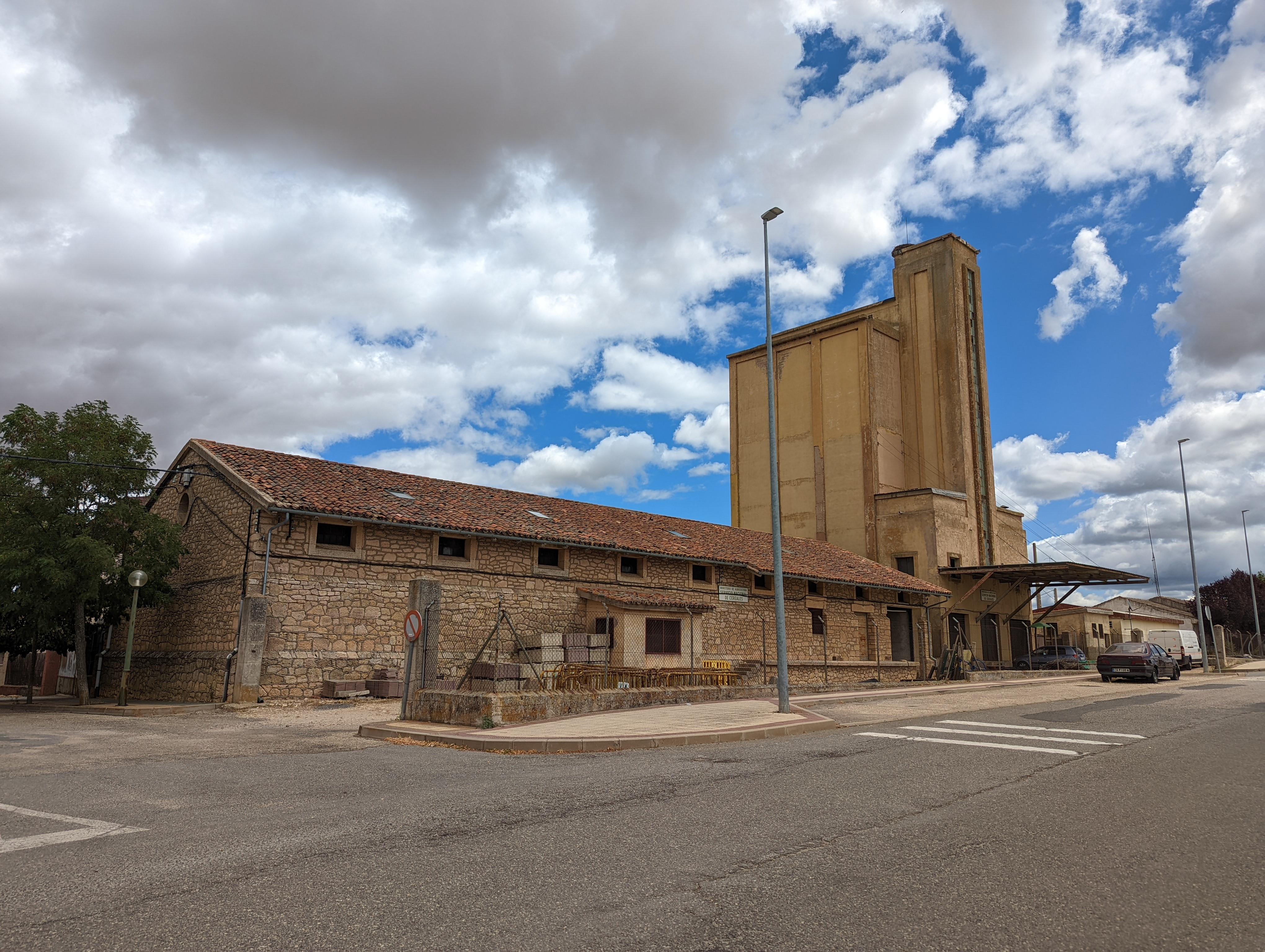
Antiguos silo y granero de cereales

El concepto de deuda viva contempla solo las deudas con cajas y bancos relativas a créditos financieros, valores de renta fija y préstamos o créditos transferidos a terceros, excluyéndose, por tanto, la deuda comercial.
| Gráfica de evolución de la deuda viva del ayuntamiento entre 2008 y 2014                             |
| |
| Deuda viva del ayuntamiento en miles de Euros según datos del Ministerio de Hacienda y Ad. Públicas. |

La deuda viva municipal por habitante en 2014 ascendía a 97,59 €.